# Xplicit
Xplicit (englisch für: „explizit“) ist das zweite Studioalbum des Rappers Famoe und gleichzeitig sein US-Debütalbum. Es wurde am 11. September 2009 über das Label Rap & Rhymes Records veröffentlicht.

## Produktion
Bei den Album vorarbeiten fungierte Digital Clue als Produzent und in USA Surefire Music Group als ausführendere Produzenten.

## Covergestaltung
Das Albumcover zeigt Rapper Famoe.

## Gastbeiträge
Auf insgesamt 11 Liedern des Albums sind neben Famoe andere Künstler vertreten. So hat der RnB Sänger Darnell von der Gruppe Shai  einen Gastauftritt bei Get Together, während der Track Get This Paper eine Kollaboration mit Hot Rod damals noch bei G-Unit unter Vertrag ist. Auf Hold it down arbeitet Famoe außerdem mit Anosha zusammen. Auf Flyer than this mit Compton Up & Newcomer Chase. On & On mit Makio. Bei I Dare You arbeitet Famoe mit Battle Rapper Serius Jones & S-Cal zusammen. Caught Up ist mit RnB Sänger Scola von Dru Hill. Bei International arbeitete Famoe mit Versatyle zusammen. Bei Actin’ like this mit RnB Sänger und Schauspieler Amandi Music. The Sequel ist eine erneute Kollaboration mit New Jerseys Eclipse bekannt aus Famoe's erstem Studioalbum The Italian Stallion. Xplicit war eine Zusammenarbeit mit Spider Loc von G-Unit.

## Titelliste
| #  | Titel               | Gastmusiker          | Produzent                           | Länge |
| -- | ------------------- | -------------------- | ----------------------------------- | ----- |
| 1  | Statement           |                      | Digital Clue / Surefire Music Group | 3:10  |
| 2  | Get Together        | Darnell              | Digital Clue / Surefire Music Group | 3:40  |
| 3  | Get This Paper      | Hot Rod              | Digital Clue / Surefire Music Group | 3:26  |
| 4  | Hold it Down        | Anosha               | Digital Clue / Surefire Music Group | 3:05  |
| 5  | Flyer than this     | Chase                | Surefire Music Group                | 4:32  |
| 6  | On & On             | Makio                | Digital Clue / Surefire Music Group | 3:29  |
| 7  | I Dare You          | Serius Jones & S-Cal | Surefire Music Group                | 3:19  |
| 8  | Caught Up           | Scola                | Digital Clue / Surefire Music Group | 2:49  |
| 9  | International       | Versatyle            | Surefire Music Group                | 2:47  |
| 10 | Actin’ like this    | Amandi Music         | Surefire Music Group                | 3:05  |
| 11 | Hands up to the Sky |                      | Digital Clue / Surefire Music Group | 2:52  |
| 12 | The Sequel          | Eclipse              | Digital Clue / Surefire Music Group | 3:25  |
| 13 | Xplicit             | Spiders Loc          | Digital Clue / Surefire Music Group | 3:50  |

## Singles
Als Singles wurden die Lieder On & On, Actin’ like this und Get Together ausgekoppelt.

## Sonstiges
Die Single On & On wurde im Oktober 2010 im damaligen Deutschen Musiksender Yavido Platz 1 der wöchentlichen Hotlist Charts. Außerdem bekam der Song durch Coast 2 Coast Mixtapes Aufmerksamkeit und es entstanden dadurch verschiedene Musikvideoausstrahlungen in Nordamerika.